# 홍준표
홍준표(洪準杓, 1953년 11월 20일~)는 대한민국의 검사 출신 정치인이다. 제15·16·17·18·21대 국회의원, 제10대 한나라당 대표, 초대 자유한국당 대표, 제35·36대 경상남도지사, 제35대 대구광역시장을 역임하였다.
고려대학교 행정학과를 졸업하고 1982년 사법시험에 합격, 사법연수원 14기로 수료했다. 1985년에 검사로 임용된 그는 주로 강력계 분야에서 활동하며 권력형 비리 사건과 강력 범죄 사건을 맡았다. 1995년 검사직에서 사직한 후 변호사로 활동하다가, 김영삼 대통령 겸 신한국당 총재의 권유로 정계에 입문해 1996년 제15대 국회의원이 되었다. 1999년 선거법 위반으로 의원직을 상실한 후, 미국에서 지내다가 복권되자 정계에 복귀하여 동대문구 갑 지역구에서 제16·17·18대 국회의원을 지냈다. 18대 국회 의정 활동 중에는 제12대 한나라당 대표를 역임하였다. 2012년부터 2017년까지 민선 5·6기 경상남도지사를 지냈다. 2017년 5월 자유한국당 제19대 대통령 선거 후보로 출마하였으나, 당시 분위기가 분위기였는지라 문재인에 밀려 낙선하였다. 19대 대선을 마감한 직후 잠시 도미했다가 귀국하여 자유한국당 대표가 되었으나 2018년 6월 14일에 열린 제7회 지방선거에서 대참패한 후 자유한국당 대표직에서 사퇴하였고, 6월 21일 변호사 사무실을 개업하였다.
2020년 제21대 국회의원 선거를 앞두고 공천 과정에서 중진의 험지 출마를 요구하는 미래통합당 지도부와 갈등을 빚어 미래통합당을 탈당하고, 무소속으로 대구 수성구 을에 출마하여 이인선 미래통합당 후보를 꺾고 5선 국회의원이 됐다. 이후 복당을 선언했으나 김종인 비상대책위원장의 견제로 1년 이상 지난 후 복당했으며, 제20대 대통령 선거를 앞두고 국민의힘 대선후보 경선에 나섰으나 윤석열에게 밀려 경선에서 탈락했다.
제20대 대통령 선거가 끝난 직후에 열릴 지방선거에 대구광역시장 출마를 선언했고, 2022년 4월 22일에 국민의힘 경선을 통해 대구광역시장 후보로 선출되어 4월 29일 국회의원직을 사퇴하고 이인선에게 넘겼다. 2022년 6월 제8회 지방선거에서 대구광역시장으로 당선되었다.
2025년 4월 29일 제21대 대통령 선거후보 경선에 참여했으나 국민의힘 대통령 후보 2차 경선에서 탈락한 후 정계 은퇴를 선언했다. 정계 은퇴와 동시에 국민의힘 탈당을 선언했다. 5월 5일 그는 그의 페이스북을 통해 내가 당을 떠난 것은 내가 당을 버린 게 아니라, 당이 나를 버렸기 때문이라며 당에서 나올 수밖에 없었다는 홀가분한 심정으로 인생의 2막을 정리하고자 한다고 밝혔다.

## 생애

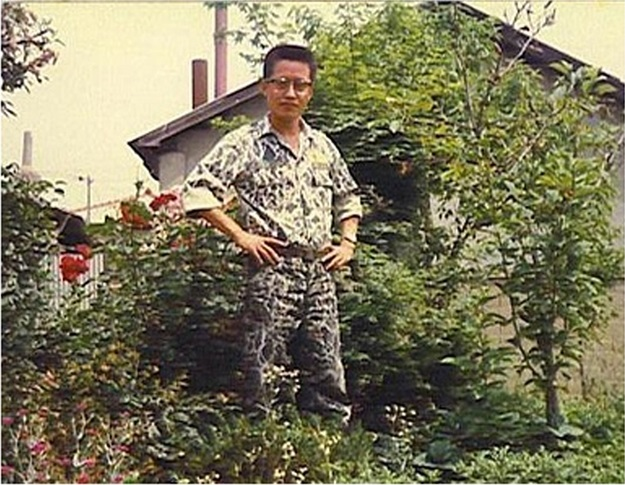
방위병 복무 시기의 홍준표

홍준표는 홍판표(洪判杓)라는 이름으로 경상남도 창녕군 남지면에서 태어났다. 이후 합천군으로 이사를 가서 합천국민학교를 졸업하였으며, 이후 다시 가족들과 함께 당시 땅 값이 비싼 대구로 이사하여, 영남중학교와 영남고등학교를 졸업하였다. 영남고등학교를 다닐 당시에 경북-영남공화국이었기 때문에 영남이라는 칭호가 붙은 학교는 학비가 고가였다. 그래서 그의 부모는 10년간 벌은 돈을 모두 학비에 넣었다고 한다. 2012년 12월에 경남지사 보궐선거 유세에서 홍준표는 합천 군가를 부르면서, 자신이 창녕에서 태어나고 합천에서 자라서 2곳 모두 고향이지만 창녕 군가는 잘 모른다고 전했다. 합천 군가는 국민학교 다닐 때 4km를 걸어서 다녔는데 그때 친구들이랑 그 긴 길을 군가를 부르면서 다녔기 때문에 지금까지 기억하고 있다고 사연을 소개하기도 했다.
영남고등학교를 졸업하고 고려대학교 법과대학 행정학과에 진학하였다. 대학 시절부터 사법시험에 몇 차례 응시하였으나 낙방하였다. 한때 학생운동에 전념했던 그는 사법시험에서 떨어진 어느 겨울밤, 아버지가 있던 울산에 내려갔다가 바닷가 모래밭에 모닥불을 피워놓고 플라스틱 목욕탕 의자에 앉아 있는 일당 800원짜리 현대조선소의 경비원이었던 아버지를 보고서 눈물을 흘리며 불공평한 세상을 바꿀 결심을 했다고 한다. 1978년에 고려대학교 행정학과를 졸업하고, 이후에도 몇 차례 사법시험에 응시했지만 낙방했다. 또한 검사를 도전한 이유는 육군사관학교에 합격을 했는데, "그 해 12월 돼서 우리 아버지가 도둑 누명을 썼어요. 장물 취득 누명을 딱 쓰는 것 보고 경찰한테 붙잡혀가서 이틀을 고생하는 걸 보고, 경찰보다 더 높은 직업이 뭐냐?라고 물었더니 검사를 하면 경찰을 잡을 수 있다"라는 이유로 고려대학교 법과대학 행정학과에 진학했고, 검사 생활의 시작이 되는 일이기도 하다.
계속된 낙방 속에 병역도 미룰 수 없어서 홍준표는 군에 입대했지만, 1년 2개월 동안 단기사병(방위병)으로 복무했다. 사유는 체중 미달이다.
계속된 도전 끝에 1982년 제24회 사법시험에 합격하여 검사시보로 임관되고, 사법연수원에 들어갔다.

### 검사 시절
1984년에 사법연수원 14기로 수료한 후, 청주지방검찰청 검사시보로 부임하였다. 1985년 1월 27일 검사로 임관되고 부산지방검찰청, 광주지방검찰청, 서울지방검찰청 등에서 검사로 재직하였다. 부임 직후 선배 검사였던 이주영의 권고로 '판표(判杓)'에서 '세인의 표상'이라는 뜻을 지닌 '준표(準杓)'로 이름을 개명하였다. 검사 부임 초기 그는 1년간 2,000건의 사건을 해결하였다.

#### 5공 비리 수사
이후 부산지방검찰청 검사, 1987년 6월 10일 부산지검 울산지청 검사를 거쳐 1988년 8월 26일에 서울지검 남부지청 특수부 검사로 부임하였다. 서울지검 남부지청 특수부에 재직 중이던 1988년 11월 23일에는 전두환의 사돈이 투자한 회사가 부도가 나자 청와대민정비서실 대통령친인척관리담당관으로 재직 중 그 회사 소유 부동산을 처분하면서 토지매매대금의 일부를 횡령한 서정희(徐政熙, 당시 치안본부 정보2과 분실장)를 특정경제범죄가중처벌법위반(횡령)등 혐의로 구속기소했다. 이어 전두환의 외조카인 기업인 김영도가 다른 기업인들과 짜고 구속된 모 기업인에게 석방시킨다는 조건으로 뇌물수수를 받은 사실도 적발하여 구속 기소했다.

#### 폭력 조직 수사
1989년 5월 10일까지 전두환의 외조카와 사돈, 측근 관련 사건을 해결하고, 서울지방검찰청 남부지청 형사1부로 발령받았다. 1991년 2월 28일 광주지방검찰청 강력부 강력계 검사로 부임하였다. 이때 각지의 술집과 유흥가에 조폭들이 연관된 것을 수사하여 적발한 홍준표는 이후 술집에 가지도 않고, 술도 끊게 되었다. 2013년 2월초 언론들과의 인텨뷰에서 그는 “술을 안 하는 게 아니고, 1991년 3월부터 여자가 나오는 술집은 안 갑니다. 그 때 강력부 검사로 광주에 갔는데, 지금은 그렇지 않지만 그 당시 광주엔 룸살롱을 거의 건달들이 하고 있었어요. 그런데 검사가 그런 데 가서 술 마시고 무절제한 행동을 하면 건달들에게 약점을 잡히기 때문에 그 때부터 소위 호스테스가 나오는 술집은 안 갑니다.”라고 술을 줄이게 된 사정을 밝히기도 했다.
1991년 5월에는 경찰관도 손대지 못하던 광주의 깡패가 경찰관을 구타하자 이들을 적발하여 처리했고, 7월에는 건설 입찰 대가로 뇌물을 준 건설업체와 연고지역 업체끼리 담합하던 것을 적발했다. 1991년 12월에는 광주지역의 국제 PJ파와 일본 야쿠자가 연대하는 것을 포착, 12월 4일 현장을 덮쳐 이들을 일망타진하였다. 1992년 8월 4일에는 검찰관이 되어 서울지방검찰청 강력부 검사로 부임하였다.
1992년 서울지방검찰청 강력부 검사로 부임한 뒤에는 파키스탄인 폭력조직 주비파 두목 임란 사자드 외 13명을 적발, 체포하여 그해 9월 22일 임란 사자드 외 3명에게 사형과 나머지 10명에게는 징역 15년형을 구형하였다. 이들은 대한민국 국내에서 추방되었지만 다시 부산항을 거쳐 잠입, 대한민국으로 이주한 파키스탄인, 방글라데시인 등을 상대로 폭력, 갈취를 하거나 다른 파키스탄인 조직 폭력배들과 도심 난투극을 벌였던 파키스탄인들이다.
피고인들은 2년 전 일본에서 범죄를 저질러 추방된 뒤 대한민국 국내로 들어와 자국 출신 취업자들을 상대로 강도 행각을 일삼는가 하면 경쟁하는 상대방 깡패 조직원들을 잔인하고 엽기적인 방법으로 살해했을 뿐만 아니라 법정에서는 시종일관 거짓 진술로 일관하는 등 개전의 뜻이 조금도 없어보이므로 법정 최고형을 구형한다.— 서울지방검찰청 강력부 강력계 검사 홍준표의 1992년 9월 22일자 논고문

당시 대한민국에 들어와 활동하던 또 다른 파키스탄인 조직폭력배인 비키파의 사자르 아크바르 알리(당시 19세) 등 10여명에게는 징역 15년형을 구형하였다. 10월 21일에는 보험금 7억 원을 노리고 자신들이 운영하는 지하 나이트클럽에 방화를 한 폭력조직 목포파 부두목 유희호(兪熺昊)와 행동대장 홍동표(洪動杓) 외 6명을 방화 혐의로 추적하여 체포, 구속하였다. 1993년 5월 서울지방검찰청 강력부 주임검사로 보직되었다.
1992년 광주지방검찰청 강력부 강력계 재직 당시 그는 국제 PJ파 수사를 총지휘하였다. 이때 그는 지역구 국회의원들 고위 공직자, 검찰 인사, 경찰 등으로부터 협박을 당하기도 했다. 1992년에는 국제 PJ파 일당 28명을 폭력행위 등으로 구속했다. 그러자 광주 지역 국회의원 3~4명을 비롯, 당시 고위 공직자들로부터 왜 죄없는 청년을 건드리느냐 등 갖가지 수사중단 압력을 받았다.
또, 홍준표가 수사하던 국제 PJ파 두목 여운환의 삐삐가 울려서 그 번호로 전화하자 경찰청 고위 간부가 연결되었다. 경찰 고위간부는 그 사람이 뭘 잘못했느냐며 그에게 압력을 넣기도 했다. 수사 과정에서 홍준표는 또 모함에 시달림당하기도 했다. "이름만 대면 알 수 있는 유력인사와 지역 언론인 등이 다각적으로 로비를 해오는 한편 각종 음해성 제보를 상부에 보내 수사에 몹시 애를 먹었다."한다. 이러한 로비활동에 별 진전이 없지 일각에서는 홍준표에게 매일 밤 전화를 걸어 "석궁으로 소리소문없이 쏴죽여 버리겠다."고 협박하기도 했다. 협박전화는 그의 집과 사무실을 가리지 않고 걸려왔지만 그는 굴하지 않고 국제 PJ파 집단을 전원 처리하였다.

#### 슬롯머신 사건 수사
서울지방검찰청 검사로 재직중이던 1993년 이른바 "슬롯머신 사건"을 수사하여 "6공의 황태자"로 불렸던 박철언 등 권력 실세들을 구속 기소함으로써 명성을 얻었다. 그가 수사한 슬롯머신 사건이 회자되어 드라마 모래시계 등의 작품의 소재가 되어 '모래시계 검사'라는 애칭이 널리 알려지게 됐다. 당시 성역 없이 검찰과 법무부의 수뇌부와 선배 검사 등을 줄줄이 수사하는 몇 안되는 소신 검사의 한 사람이었다. 홍준표와 함께 은진수 검사 등을 가리켜 '모래시계 검사'로 유명하였다.
슬롯머신 사건을 수사하는 과정에서 그는 안기부 기조실장을 지낸 엄삼탁, 천기호(千基鎬) 경찰청 치안감, 그리고 대전지방검찰청의 모 검사 등의 비리, 뇌물수수혐의를 입증하고, 이들을 모두 구속 기소하여 화제가 되었다. 당시 그에게 압박이 가해졌으나 그는 이를 무시하고 그대로 처리하였다.
1993년 검사였던 그는, 돈을 받고 슬롯머신 업자에 대한 내사를 무마해줬다는 혐의로 상사인 이건개 당시 대전고검장을 구속 기소했다. 이 전 의원은 뇌물수수죄로 징역 1년 6개월을 선고받았다. 그 후 1995년 출간한 〈홍 검사, 당신 지금 실수하는 거요〉에 이 내용을 그대로 적었고, 2003년 홈페이지 ‘저서 모음’ 게시판에 옮겨 실었다. 이에 이건개 전 의원은 “허위사실로 명예를 훼손했다”며, 홍 원내대표를 상대로 3억원을 배상하라는 소송을 냈다. 1심에서는 홍준표 측이 승소했다.
그러나 항소심을 맡은 서울고법 민사13부(조용구 부장판사)는 양측의 조정으로 사건이 마무리됐다고 2008년 10월 23일 밝혔다. 홍준표 측이 이건개가 슬롯머신 업계의 비호세력이었다는 취지의 내용 등 게시글의 일부를 삭제하고, 향후 같은 내용을 게시할 때 이건개의 이름은 이니셜로 처리하기로 하는 조건이었다.
1993년 5월에는 슬롯머신 사건과 동시에 정덕진의 빠칭코 사건의 수사를 전담하기도 했다. 5월 5일부터는 빠칭코의 대부인 정덕진을 구속수사하고 전담을 맡았다.
| “ | 독버섯 조직폭력배가 자라나는 토양(자본주의) 위에서는 비닐하우스(비호세력)가 항상 보호막을 치고 있습니다. | ” |

홍준표는 이들을 뒷골목 깡패가 아닌 '초보적 마피아'로 규정하고 치밀하게 수사하였다. 그는 1988년부터 5년간 정덕진을 추적해왔다. 그러나 1993년 수사를 중단했다가 그해 5월 다시 수사를 맡게 되었다. 이 과정에서 그는 협박에 시달리기도 했다.
사건을 다시 맡으면서 고위층과 과거의 상관인 변호사들로부터 "다칠 수 있다"는 질책과 함께 "가족을 몰살시키겠다"는 협박전화에 시달렸다. 한편 그는 정덕진을 구속 수사하여 빠칭코 관련자들을 색출, 적발하였다. 그는 이탈리아의 사정검사의 대부 피에르토 검사의 사정활동 기사를 자신의 사무실에 항상 펼쳐두었다. 그는 성역없는 수사로 화제가 되기도 했다. 그러나 검찰과 법무부에서는 한때 배신자라는 낙인이 찍히기도 했다.
그는 문민정부 초반, 안기부장 법률특보로 재직하며 군사정권 인사인 박철언의 슬롯머신, 빠찡꼬 보고서인 LP보고서의 작성자이기도 했다.

#### 연쇄 살인범 수사
1994년 9월 심야에 여성들을 택시에 태운 후 납치해 강간 및 살해를 자행한 온보현 부녀자 연쇄납치 살인사건이 발생하자, 서울지검 강력부 검사로서 현장검증 등 수사를 지휘하였다.

#### 안기부 활동
1994년 법무부 특수법령과 검사로 부임하였다. 1994년 9월 안기부 국제범죄수사지도관이 되었다. 이후 홍준표는 1994년 11월부터 1995년 9월까지 안기부로 파견을 나간다. 당시 안기부의 운영차장 겸 기획조정실장 김기섭이 그의 영남고등학교의 선배라 하여 세간에서는 김기섭이 그를 데려간 것이라는 오해가 나돌기도 했다. 11월 안기부장 특별보좌관이 되었다.

### 변호사
1995년 9월 21일 법무부 특수법령과로 복귀한 그는 10월 2일에 사직서를 제출했고, 10월 4일 사직서가 수리되었다. 바로 변호사를 개업하고 방송 출연 등에 섭외되었다.
박철언이나 이건개 등을 성역없이 수사한 일로 대중의 주목을 받았고, SBS에서 1995년 1월부터 2월까지 방영된 드라마 모래시계(1995년)의 '강우석 검사'의 '모델 검사'로 알려지고 이 드라마가 '귀가시계'라고 불릴 만큼 인기를 끌자 홍준표도 '모래시계 검사'라는 별칭을 얻게 되었다.
1995년 10월 정계 진출을 시사하며 검사직을 그만둔 후에 변호사가 되었고, 대통령이자 신한국당 총재였던 제14대 대통령 김영삼의 권유를 받아 정계에 입문했다. 1996년 신한국당에 입당하여 제15대 국회의원 선거에서 국회의원(서울 송파구 갑)에 당선됐다.
이후 김영삼에 의해 새로 발탁된 인사들과 함께 신한국당 소장파의 한 사람으로 활동하였다. 한때 1999년 선거법 위반으로 벌금형을 선고받고 국회의원직을 상실했으나, 2001년 서울 동대문구 을 선거구 재보궐선거에서 한나라당 국회의원으로 당선되어 제16대 국회의원으로서 정치권에 복귀했으며, 2004년 같은 선거구에서 제17대 국회의원 선거에서 국회의원으로 다시 당선됐다.

### 정치 활동
정치를 시작하면서 '뜻이 크고 기개가 있어서 남에게 얽매이거나 굽히지 않는다'는 척당불기(倜儻不羈)를 좌우명으로 삼은 홍준표는 1996년 15대 총선에서 송파 갑 선거구에서 당선돼 대한민국 국회에 진출했다. 그러나 총선 당시 동협의회 총무 오 아무개 씨에게 2천 4백만 원의 선거운동비를 주고 허위 지출보고서를 제출한 혐의로 기소되어 당선 무효되어 의원직을 상실했다. 한때 선거비용 초과 의혹을 받았으나 곧 무마되었다. 1996년 9월에는 어린이와 청소년의 노동 가능 최저 연령을 만 15세로 상향 조정하는 법안을 발의하여 통과시켰다. 1997년에는 한보 특위 담당 의원의 한 사람에 선임되었지만 일이 지지부진하게 진행되고 타 의원들이 수사에 의욕이 없자 그해 3월 11일 한보특위 담당 의원직을 사퇴했다.
그는 15대 국회 전반기에는 국회 법제사법위원회 위원, 국회 운영위원회 위원, 국회 정보위원회 위원, 국회 환경노동위원회 위원을 역임하고, 15대 국회 후반기에는 국회 교육위원회 위원, 국회 윤리위원회 위원, 국회 예산결산특별위원회 위원, 국회 제도개선특별위원회 위원 등을 겸했다. 그러나 1999년 8월 선거법 위반으로 의원직을 상실했다.
1999년 1월부터 그해 10월까지 미국 워싱턴인터내셔널센터 객원연구원으로 활동하였다. 2000년 한나라당이 출범한 뒤 한나라당 서울 동대문을지구당을 맡아보았다. 2001년 김영구 의원의 사퇴로 치러진 10.25 재선거 때 동대문구 을 선거구 보궐선거에 출마, 당선되어 16대 의원으로 대한민국 국회에 복귀했다. 이어 한나라당 원내 부총무로 선출되었다. 16대 국회에서는 국회 재정경제위원회 위원, 국회 정보위원회 위원, 국회 법제사법위원회 위원을 맡아보았다. 당무로는 한나라당 제1정책조정위원회 위원장과 한나라당 정책본부 본부장, 한나라당 동대문을지구당 당협위원회 위원장과 한나라당 전략기획위원회 위원장, 당 공천심사위원회 심사위원 등을 맡았다.

#### 17대 국회의원
2006년 한나라당의 서울특별시장 예비 경선에 나갔으나 오세훈에게 밀려 석패하였다. 2006년 17대 국회 초반에는 국회 통일외교통상위원회 위원이 되었다. 또한 한나라당 혁신위원회 위원장, 한나라당 서울시 비례대표 공천심사위원회 위원장 등을 맡아보기도 했고, 제17대 한, 말레이시아 의원친선협회 회장에도 위촉되었다. 2006년 6월부터는 2008년 5월까지 국회 환경노동위원회 위원장을 맡았다.
한나라당 클린정치위원회 위원장에 임명됐고 2006년 17대 대한민국 국회 후반기 상임위 위원장을 교체할 때 홍준표는 대한민국 국회 환경노동위 위원장에 임명됐다. 2007년 한나라당 대통령 후보 경선에 출마하여, ‘반값아파트 정책’을 내놓았으나 4위로 탈락했다.
당시 기자들이 "이명박 대선 후보가 김경준씨를 만난 지 어떻게 한달 만에 회사 설립을 하였느냐"고 추궁하자, "식사 했어요?"라는 말로 수차례 답변을 회피하여 네티즌의 반발을 산 바 있다. 2007년 한나라당 권력형 비리조사특별위원회 위원장에 선임되었다. 17대 국회 당시 '반값 아파트'(토지임대부 주택정책) 법안을 발의했고, 이중국적 보유자의 병역 회피를 금지한 '국적법'과 '재외동포법' 개정을 이끌었다. 한나라당이 노무현 정부의 종합부동산세 완화를 추진할 때 홀로 반대하였다. 또한 '등록금 차등제를 주장했다.
2008년 18대 국회의원 총선거에 출마하여 통합민주당 민병두를 누르고 37,618표, 전체의 56.8% 득표로 당선됐으며 5월 20일 개회한 18대 국회의 한나라당 원내대표에 피선됐다. 18대 국회 초반에는 국회 운영위원회 위원이 되고, 곧 운영위원회 위원장에 선출되었다.
12월 18일 대한민국 국회도서관 소회의실에서 열린 공동정책토론회에서 ‘카지노 산업이 한국 사회에서 음성적인 도박과 결부돼 부정적인 이미지를 떠안고 악영향이 강조됐지만 최근 카지노 산업은 세계적으로 가장 빠르게 성장하는 분야 중에 하나이며, 많은 선진국들이 카지노 산업을 체계적이고 건전하게 육성해 자국의 국익증진과 관광산업 발전의 첨병으로 활용하는 추세’라고 카지노산업 필요성을 강조했다.
18대 국회 후반기에는 국회 정보위원회 위원, 국회 국방위원회 위원, 국회 기후변화, 에너지대책 연구회 대표의원을 맡았다. 또, 2008년에는 제18대 국회 한-호주 의원친선협회 회장에도 선출되었다.
2008년 6월 11일 대한태권도협회 회장이 되었다. 그는 태권도협회 회장 중 국회의원으로 임명된 인물 중 최초의 유단자였다. 2013년 2월 4일까지 거의 5년간 대한태권도협회장을 역임하였다.
홍준표는 동대문을 지역구에 4번 출마해서 3번 당선되는 등 답십리와 인연이 깊다. 심지어는 홍준표가 연루된 성완종의 경남기업이 답십리에 있다. 정확히는 답십리 김일 체육관이 있던 곳 바로 옆에 경남기업 사옥이 있다.

#### 제14대 한나라당 대표
2010년 7월 한나라당 최고위원의 한 사람에 선발되고, 동시에 한나라당 서민정책특별위원회 위원장을 겸하였다. 2010년 18대 국회 하반기 때는 국회 정무위원회 위원으로 활동하였다. 홍준표는 2011년 7월 4일 열린 한나라당 전당대회에서 유효 투표 11만 4372표 명 중, 4만 1666표의 지지를 얻어 제14대 한나라당 대표에 당선됐다. 그는 당선 후 소감으로 아래와 같이 밝혔다.
 "계파없이 홀로 뛴 선거에서 저 홍준표에게 마지막 기회를 준 대의원 동지들에게 감사드린다", "현대조선소에서 일당 800원을 받던 경비원의 아들, 고리채 사채로 머리채를 잡혀 길거리를 끌려다니던 그 어머니의 아들이 집권 여당의 대표가 될 수 있다는 희망을 국민 여러분이 보여주셨다"며 "그 뜻을 받아 한나라당을 이끌고 가겠다", "이제 저는 변방에서 중심으로 와서, 그러나 변방의 그 치열했던 정신을 잊지 않고 총선과 대선에서 압승하도록 하겠다"

그는 자신의 캠프에 있던 김정권의 한나라당 사무총장 임명을 주장하여, 한나라당 최고위원회는 유승민, 원희룡 최고위원이 퇴장한 채 의결하여 그의 뜻을 관철시켰다. 한편 2011년 당시 유행하던 시사 프로그램 나꼼수에서 그에게 섭외를 하였다. 그는 나꼼수의 섭외에 응하더니 '아마 이것도 오래가지 못할 것이다. 일과성일 것이다'라고 답했다.
서울특별시장 보궐선거 패전 이후, 2011년 12월 9일 한나라당 대표에서 사퇴했다.
2012년 4월 11일 19대 총선거 여론조사에서 민주통합당 민병두 후보에게 크게 뒤지는 것으로 발표되자마자 트위터를 통하여 정계 은퇴를 선언한 것으로 알려졌으나, 보도자료를 통하여 30년 공직 생활을 마감한다는 것은 검사 시절과 15,16,17,18대 국회의원으로서 보낸 공직 생활을 마감한다는 의미로 해명하여 사실이 아닌 것으로 밝혀졌다. 다만 제19대 총선에는 당초 출마할 생각이 없었으나, 새누리당의 요구에 따라 출마한 거라고 밝혔다.
결국 2012년 19대 국회의원 선거에서 민병두에게 밀려 낙선했다. 이후에는 변호사로 활동하며 야인으로 지냈다.

#### 경상남도지사
19대 총선에서 낙선한 후 잠시 야인으로 지내 온 홍준표는 김두관이 대선 출마를 선언하며 2012년 11월에 경상남도지사를 사퇴하자, 2012년 제18대 대통령 선거와 함께 치르게 될 경상남도지사 보궐선거 출마를 선언했다. 뒤이어 새누리당의 경상남도지사 후보 경선에서 박완수 등을 꺾고 후보로 확정됐다. 2012년 12월 19일 대선과 동시에 치러진 경상남도지사 보궐선거에서 119만 1904표(62.91%)를 얻어 70만 2689표(37.08%)를 얻은 범야권 단일 무소속 후보 권영길을 48만 9,215표의 표차로 압승하고 경상남도지사로 당선되었다. 곧바로 12월 20일에 취임했다.
| “ | 존경하는 경남도민 여러분! 저의 진심을 받아주시고 압도적인 지지와 성원을 보내주셔서 고맙습니다. 그동안 추운 날씨에도 불구하고 시장에서, 거리에서, 광장에서 저를 격려해 주시고 따뜻하게 손을 잡아주시던 마음, 결코 잊지 않겠습니다. 여러분의 선택이 당당한 경남시대에 대한 열망이자 또한 피폐해진 도정을 바로 세워 달라는 엄중한 명령임을 잘 알고 있습니다. 결코 실망시키지 않겠습니다. 여러분의 선택이 옳았다는 것을 노력과 결과로써 보여 드리겠습니다. 서민 도지사, 깨끗한 도지사, 힘 있는 도지사, 그리고 정의로운 도지사가 되겠습니다. 선거 과정에서 누구를 지지했던지 간에 경남의 발전을 염원하는 마음에는 한 치의 차이도 없을 것입니다. 그 마음을 모두 담아 앞으로의 길에 이정표로 삼겠습니다. 다시 한 번 감사드리며, 제 모든 것을 쏟아 부어 피폐한 도정을 바로 세우고 당당한 경남 시대를 열겠습니다. 잘 하겠습니다. 좋은 도지사가 되겠습니다. | ” |
|   | — 경상남도지사 취임사 |   |

경상남도지사로 취임하면서 여러 성과들을 냈다. 만년 꼴찌였던 경상남도의 청렴도는 홍준표 재임 기간 동안 1위로 상승하였으며, 약 1조 3,000억 원의 부채가 있었던 경상남도는 홍준표의 지사 취임 이후 부채를 거의 상환하고, 전국 처음으로 ‘흑자도정 광역자치단체’가 됐다. 또한 2년 연속으로 대한상공회의소 선정 ‘가장 기업하기 좋은 광역자치단체’로 꼽혔으며, 항공, 나노, 해양플랜트, 항노화산업 등 5대 신 성장 동력 산업을 적극 육성하기 위해 노력했다.
2013년 5월 29일 오전, 경상남도청은 “적자 누적과 기득권만 유지하는 노조원들의 모습에서 진주의료원의 회생 가능성을 발견할 수가 없다”는 이유로 진주의료원의 폐업을 공식 선언하였다. 진주의료원 폐업은 공공의료(복지)냐 재정확충(이윤)이냐 하는 문제와도 연관되고 있으며 이에 관해 더불어민주당은 29일 최고위원회 회의를 통해 “공공의료 확대를 공약한 박근혜 대통령이 취임 100일을 맞아 국민에게 준 선물이 진주의료원 폐업인가"하고 비판했다. 이로 인해 경남도 전역에서는 홍준표 지사를 소환(퇴진)해야 한다는 주장이 제기되면서 주민소환운동이 시작되었으며, 국회 국정조사도 결정되면서 쉽게 사그라들지 않는 불씨로 남아 있다.
이는 공공의료 지원을 전 국민을 대상으로 하자는 현재 새정치민주연합으로 불리고 있는 정당의 통합주체의 하나였던 열린우리당 소속 의원들의 발의로 이루어진 법조항에 대한 중도보수세력이 가지는 잠재적 불안 요소인 국가재정의 파탄을 막기위해 정치적인 쇼맨십을 발휘했다고 보는 의견도 존재한다.
폐쇄 수순을 밟은 진주의료원 건물은 리모델링되어 경상남도청 서부청사로 이용 중이다.
2014년 지방선거를 앞두고 재선에 도전했으며, 새누리당 경상남도지사 경선에서 박완수 등을 꺾고 본선에 진출했다. 지방선거에서 김경수에게 승리하여 경상남도지사 재선에 성공했다.

#### 제19대 대통령 선거

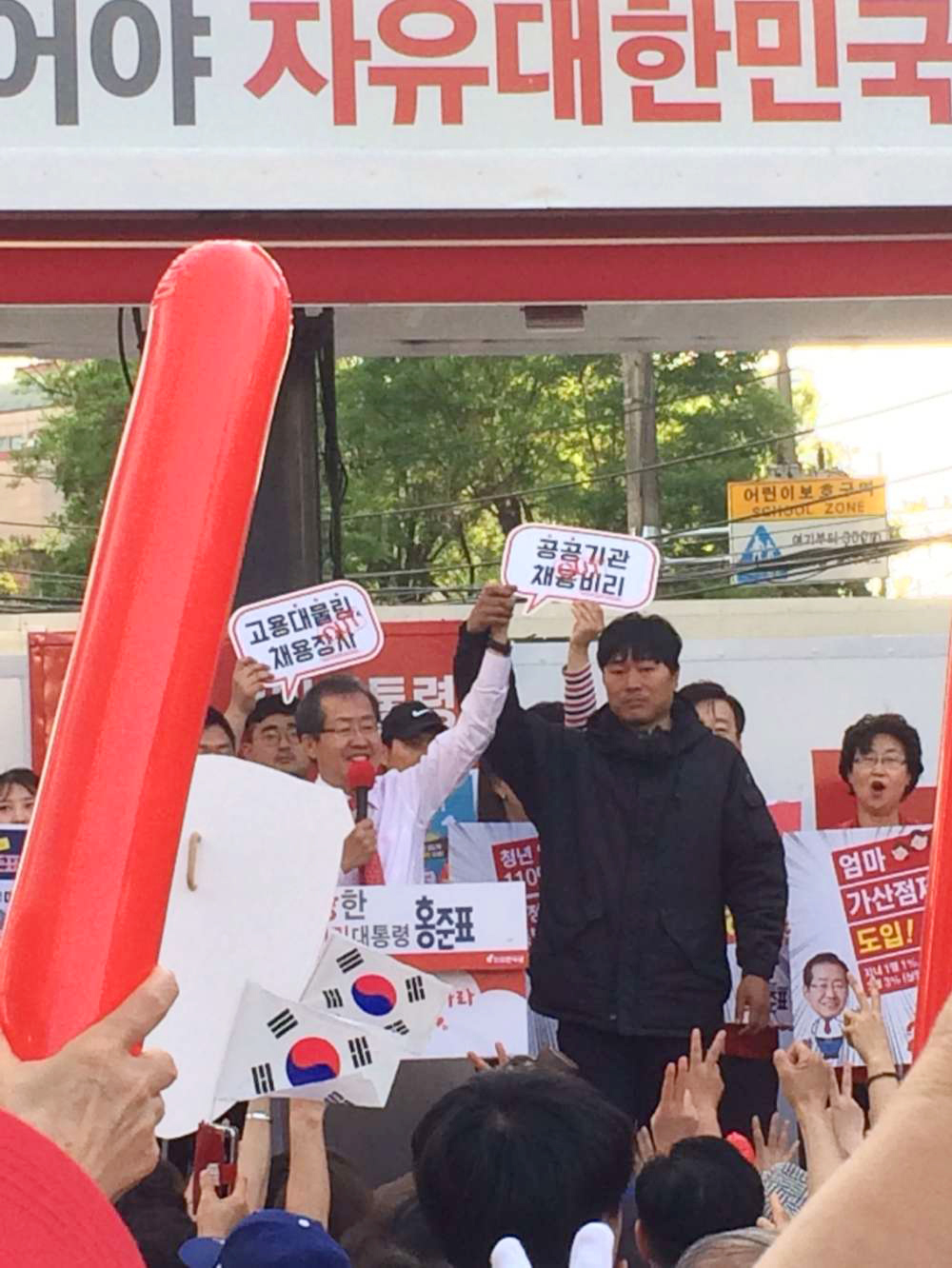
구조되어 홍준표의 신촌 대선 유세에 동참한 사법고시 폐지 반대 시위자 (2017년 5월 5일)

홍준표는 자유한국당의 제19대 대통령 선거 후보 경선에서 승리하여 후보로 출마하였다. 홍준표는 초반에 박근혜 대통령 탄핵의 여파로 여당이 큰 타격을 입은 상태라 지지율이 한 자리수 정도로 낮았으나, 토론회 등을 거치며 대선 기간 종반에 이르러 지지율이 급상승하였다. 최종적으로 24.03%의 득표를 얻어 더불어민주당의 문재인 후보에 이어 2위를 차지하였다.

##### 주요 공약
조선민주주의인민공화국의 핵무기 위협으로부터 강력한 대비 태세를 구축하기 위해, 미국의 전술핵 도입, 주한 미군 사드(THAAD, 고고도 미사일 방어 체계) 배치, 킬 체인 보강, 원자력 추진 잠수함 전력화를 주요 안보 공약으로 내세웠다. 또한 일부 정규직 노조를 노동 기득권을 가진 강성 귀족 노조로 규정하여, 이들에 대한 제재를 통해 비정규직 처우와 임금을 개선하겠다고 공약하였다.
사법고시 부활을 공약하였다. 2017년 5월 5일 한 사법고시생이 사법고시 폐지에 반대하면서 양화대교 아치 꼭대기에서 농성하며 시위를 벌였는데, 홍준표가 집권 시 사법고시 부활을 약속하며 시위자를 설득하여 구조되도록 하였다. 이 시위자는 이후 홍준표의 대선 유세에 동참하기도 하였다.
당시 분위기가 분위기였는지라 문재인에 패해 낙선하였으나, 박근혜-최순실 게이트로 당이 위기에 처한 상황에서 자신이 안철수를 제치고 2위를 달성함으로써 "무너진 자유한국당 복원에 만족하겠다"는 소감을 밝혔다.

#### 자유한국당 대표

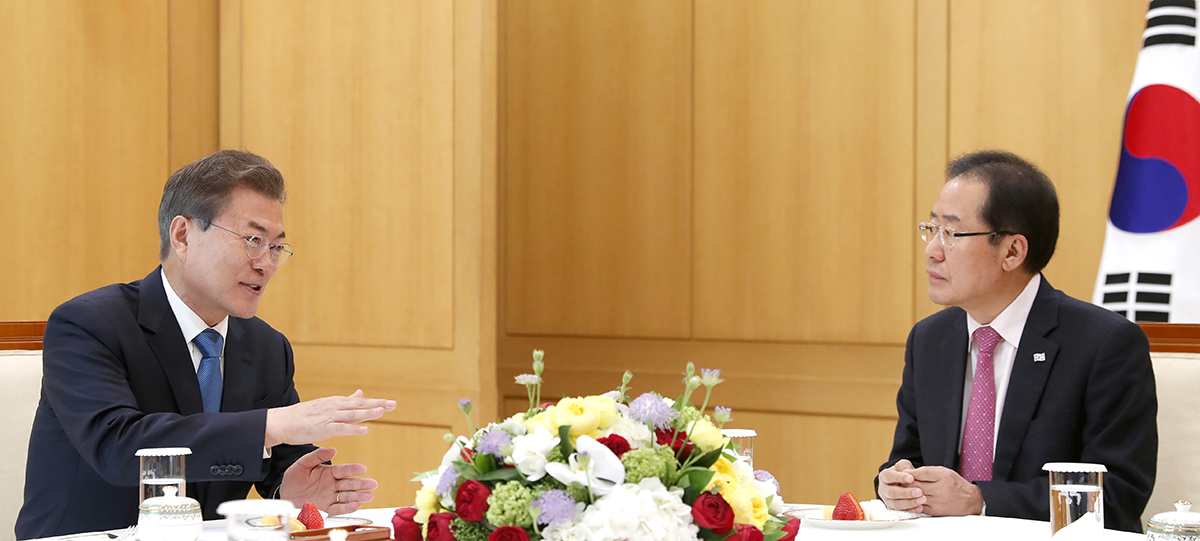
2018년 4월 13일 청와대에서 문재인 대통령과 영수회담을 하는 홍준표 자유한국당 대표

홍준표는 19대 대선 낙선 후 같은 해 자유한국당 대표로 선출되었다.
홍준표는 대표로서 대구 북구 을 당협위원장에 지원하여 확정받았으나, 김태흠 최고위원 등이 "대표가 당협위원장은 맡되 총선 출마는 안하겠다는 위장복을 입고 기어이 텃밭 셀프 입성에 성공했다"며 비판을 받았다.
2018년 1월 22일 신년 기자회견에서 "국민의 불안을 가중시키고 나라의 미래를 어둡게 만드는 철지난 좌파 국가사회주의와 주사파식 사고에서 하루속히 벗어나기를 진심으로 촉구한다"고 하면서 동계올림픽 아이스하키팀 단일팀 구성에 대해 국가를 위해 개인을 희생시키는 것이라고 비판했다.
2018년 6월 14일에 자유한국당이 제7회 전국동시지방선거에서 2명만이 더불어민주당을 이기고 나머지는 모두 더불어민주당에 참패함에 따라, 이를 자신의 잘못이라고 뉘우치고 자유한국당 대표직에서 사퇴했다.

#### 대표직 사퇴 이후
2018년 6월 21일 변호사 개업 신고가 수리되었다. 그리고 미국 로스앤젤레스로 출국해 휴식을 취하며 자서전을 집필할 계획인 것으로 알려졌다. 2018년 9월 15일에 귀국하면서, "앞으로 남은 세월도 내 나라, 내 국민을 위해 충심을 다해 일할 것"이라고 하였다.
2018년 11월 20일, 정계 복귀를 선언했다. 홍 전 대표는 "나라가 통째로 넘어가고, 경제가 통째로 망가지고 있다. 지난 지방선거 패배 직후 야당 대표를 물러나면서 나는 '홍준표가 옳았다'는 국민의 믿음이 바로 설 때 다시 돌아오겠다고 했다"며 "대선이나 지방선거 때의 홍준표의 말이 옳았다는 지적에 힘입어 다시 시작하고자 한다"고 밝혔다. 홍 전 대표는 정계를 떠난 일이 없다면서 "정계 복귀"가 아닌 "현실 정치 복귀"라는 표현을 썼다.
같은 해 12월 18일, <TV홍카콜라>라는 유튜브 채널을 개설했다. 유튜브 채널 <TV홍카콜라>에 첫 영상을 올린 후 6일 만에 구독자 수 10만을 넘어섰다.
2019년 10월 22일 MBC 100분 토론 20주년을 맞아 토론자로 참여했다. 유시민과 홍준표의 참여로 시청률 9.6%를 기록했다.

#### 21대 국회의원
제21대 총선을 앞두고 공천 갈등이 벌어지자, 윤상현과 함께 미래통합당을 탈당했다. 2020년 4월 15일에 열릴 대한민국 제21대 국회의원 선거에 무소속으로 대구 수성구 을 지역구에 출마하였고, 대부분의 여론조사 결과에서 미래통합당 이인선 후보와 초접전인 여론조사가 나왔지만,  4월 15일 제 21대 국회의원 선거에서 새벽까지 치열한 접전끝에 38.61%의 득표율로 제21대 국회의원으로 당선되었다. 또한 "우리 당(미래통합당)이 참패해 마음이 아프다. 조속히 당에 돌아가서 당을 강화하는 역할을 하겠다. 선거운동 과정에서 수성구민에 한 약속, 대구 시민과 한 약속, 대한민국과 한 약속을 지키도록 노력하겠다." 라고 말했다.보통 8시 반이면 승부가 끝났는데, 새벽까지 하는 승부는 처음봤다고도 말했다.
홍준표는 2020년 6월 30일에 법무부장관은 흉악 범죄나 반인륜 범죄를 저지르고 사형이 확정된 자에 대해서는 6개월 이내에 반드시 사형을 우선하여 집행하도록 의무화하는 내용의 형사소송법 개정안을 미래통합당 소속 강민국, 박대수, 박성민, 배현진, 서일준, 윤영석, 윤한홍, 하영제, 홍석준 의원 등 10명의 공동 발의자와 함께 ‘좋은 세상 만들기 3호 법안’으로 대표 발의했다"고 밝혔으나 현행 형사소송법도 "판결이 확정된 날로부터 6개월 이내에 하여야 한다."고 정하고 있다. 2020년 7월에는 국군을 4군(육군, 해군, 공군, 해병특수군) 체제로 개편하는 법안을 발의했다.
2020년 4월에 무소속으로 당선된 이후로 1년 뒤인 2021년 5월 10일에 "저는 이제 당으로 돌아가야 할 때가 되었다고 생각한다"며 국민의힘 복당 절차를 밟겠다고 기자회견에서 말했다.
복당을 선언한 지 1개월이 넘은 시점에서 최고위원 회의에서 만장일치로 통과되었고, 2021년 6월 24일 국민의힘에 복당하였다. 국회에서 기자회견을 열고, "잠시 집을 떠나야 했던 집안의 맏아들이 돌아온 셈"이라고도 말했다.

#### 국민의힘 제20대 대통령 후보 경선
2021년 8월 17일, 공식적으로 대선 출마 선언을 했다. 잘못된 방향으로 가는 이 나라를 바로잡아 정상 국가로 만들고 선진국 시대를 열겠다”라고 밝혔다.
또한 2024년 총선에서 개헌을 공약하겠다”며 대통령 중임제를 추진하고 행정구조를 2단계로 개편해 국민기본권을 신장, 또 부동산 대책으로는 4분의 1 값 아파트(쿼터아파트)를 공급하고, 로스쿨 폐지 및 의학전문원, 국립외교원 폐지 및 사법고시, 행정고시, 외무고시, 고등고시 부활, 고위공직자범죄수사처 폐지 등을 공약으로 내걸었다.
이후 국민의힘 대선후보 적합도 조사에서(오차범위 밖) 1위를 달성했다.
그러나 여론조사에서 앞었음에도 불구하고, 당원 투표에서 윤석열에게 밀려 경선에서 패하고 말았다. 이에 따라 윤석열이 국민의힘 제20대 대선 후보로 정해졌다.
홍준표가 경선에서 패하면서, 홍준표를 지지하던 많은 20, 30대 당원들이 대거 탈당하는 사태가 벌어지기도 했다.
홍준표는 경선 패배 후 윤석열 캠프 선거대책본부에는 참여하지 않고 있었으나, 2022년 1월 29일, 국민의힘 선거대책본부 상임고문직을 수락했다. 수락하고 몇 주 뒤, 동년 6월에 있을 제8회 전국동시지방선거에서 홍준표의 대구광역시장 출마설이 불거지고 있었다. 윤석열이 대한민국 제20대 대통령으로 당선된 이후 대구광역시장 출마설이 사실임을 밝히며, 중앙은 윤석열 당선자에게 맡기고 대구로 하방한다는 뜻을 밝히며 대구광역시장 출마를 공식 선언했다. 2022년 4월 29일에 국회의원직을 사퇴하고, 지방선거와 같은 날에 치른 국회의원 보궐선거를 통해 이인선에게 수성구 을 지역구를 넘겼다.

#### 대구광역시장
2022년 4월 22일, 당시 현직 대구광역시장이었던 권영진이 불출마를 선언하자 국민의힘에서는 대구광역시장 후보를 선출하기 위해 김재원, 유영하, 홍준표 3자로 경선을 열었고, 홍준표가 49.46%의 득표율로 국민의힘 대구광역시장 후보로 선출되었다. 그리고 6월 1일 치러진 제8회 전국동시지방선거에서 더불어민주당 서재헌 후보를 득표율 60.85% 차이로 크게 앞지르고 최종 득표율 78.8%를 획득하여 제35대(민선 8기) 대구광역시장에 당선됐다. 이로써 홍준표는 정계 입문 이래 영남권 민선 광역단체장만 2번이나 맡게 되는 진기록을 세우게 되었다.
2022년 7월 1일 대구광역시장에 정식 취임했다. 취임사에서 대구 미래 50년을 향한 튼튼한 기틀을 마련하며, 근대화, 산업화 이후 쇠락의 길로 접어들어 연간 GRDP가 대한민국 17개 시도 중 최하위를 기록하고, 그러면서 지방 소멸의 위기에 처한 대구를 시정 혁신과 강한 리더십, 추진력, 성장과 혁신의 에너지를 힘차게 돌려서 반드시 살려 내겠다고 포부를 밝혔다. 시정 구호는 "자유와 활력이 넘치는 파워풀 대구"이다.
취임 후 옛 경상북도청 건물을 이용하는 대구광역시청 별관을 대구광역시청 산격청사로 개칭하고, 기존 동인동 청사는 대구광역시청 동인청사로 개칭했다. 동시에 시장실도 동인청사에서 산격청사로 이동시켰고, 이후 대부분의 과들이 산격청사로 옮겨 왔다.
대구광역시장이 된 이후, 대구의 정 반대편에 자리한 광역시인 광주광역시장 강기정과 함께 달빛동맹에 적극적인 모습을 보이며, 달빛철도 특별법안을 제정하여 강기정 광주광역시장에게 법안 통과가 잘 되도록 부탁했고, 법안이 통과되자 김대중컨벤션센터에서 강기정 광주광역시장, 경상남북도 일부 시장과 군수, 전라남북도 일부 시장과 군수와 함께 달빛철도 법안 통과 축하 행사와 "남부거대경제권 조성 협약식"에 참석하였다. 두 광역시장이 체결한 달빛동맹 협약은 현재 대한민국에서 가장 심각하게 다루어지고 있는 문제인 지방의 인구 소멸 문제(수도권 인구 집중 포화 현상) 해결과 남부지방 전체의 경기 회복에 큰 도움이 될 것으로 전망된다.
부채 감축을 지시했던 경상남도지사 재임 당시처럼, 대구광역시장으로 취임한 직후 대구광역시의 지방채 발행을 금지시켰다.

#### 21대 대선
2025년 제21대 대통령 선거 후보 경선에 참여했으나 4월 29일 국민의힘 대통령 후보 2차 경선에서 탈락한 이후 정치 인생을 끝내고 일반 시민으로 돌아가겠다고 밝히며 정계 은퇴를 선언했다. 정계 은퇴와 동시에 국민의힘 탈당했다. 5월 5일 그는 그의 페이스북을 통해 내가 당을 떠난 것은 내가 당을 버린 게 아니라, 당이 나를 버렸기 때문이라며 당에서 나올 수밖에 없었다는 홀가분한 심정으로 인생의 2막을 정리하고자 한다고 밝혔다.
5월 7일 그의 페이스북에서 국민의힘 대선 경선 당시 겪은 일들을 털어놓으며, 그 과정을 공개하고 떠나야겠다는 입장을 밝혔다. 그는 당 지도부(권영세, 권성동 등)와 용산(윤석열 등)이 한덕수를 띄우기 위해 자신을 경선에서 배제하려는 공작을 벌였다고 주장하며, 이로 인해 자신을 지지하던 사람들까지 김문수 지지로 돌아섰다고 설명했다. 또한 김문수가 이러한 상황을 역이용한 것이라며, 왜 김문수만 비난하고 정작 한덕수와 윤석열 전 대통령은 비판받지 않느냐고 반문했다. 그는 지금의 당이 명분보다는 이익을 좇는 집단이 되었고, 이런 모습은 과거 영국 토리당의 몰락과 다르지 않다고 꼬집었다. 끝으로 윤 전 대통령을 향해 나라를 마치고 이제 당을 망치고 있다고 비판했다.
5월 9일 김문수 후보 캠프가 오후 출입기자단 대상 공지를 통해 홍준표를 중앙선대위 상임선대위원장으로 임명한다고 말했다. “홍 전 시장은 오는 10일 출국해 미국에 머물 계획을 바꿔 김 후보의 선거 승리를 위해 상임선대위원장을 수락하겠다고 말했다”는 것이 캠프 관계자의 설명이었다. 그러나 이는 홍준표와 전화를 한 중앙일보의 단독보도로 '거짓말'임이 밝혀졌다.

### 정계 복귀
9월부터 본인 채널인 홍카콜라로 재개한다고 밝히며 해산될 정당으로 돌아가지 않겠다고 밝혔으며 박근혜 탄핵때는 보수 위기때마다 국민에게 사과하고 혁신해 왔지만 이번 계엄사테는 엄중한 시안이라고 밝혔다 또한 지난 경선에서 윤대통령과 친윤계 사기 경선을 벌이다 정권을 이재명 정부에 헌납하고 지금은 난파선 선장이라도 하겠다며 몸부림 치는 모습이 안타깝다고 밝혔다

## 학력
- 남지국민학교 전학
- 대구신천국민학교 전학
- 대구신암국민학교 전학
- 창녕국민학교 전학
- 합천학남국민학교 졸업
- 영남중학교 졸업
- 영남고등학교 졸업
- 고려대학교 법과대학 행정학 학사

## 경력
- 1982. 제24회 사법시험 합격
- 1984. 제14기 사법연수원 수료
- 1985.1. 청주지방검찰청 검사
- 1987.6. 부산지방검찰청 울산지청 검사
- 1988.8. 서울지방검찰청 남부지청 특수부 검사
- 1989.5. 서울지방검찰청 남부지청 형사1부 검사
- 1991.2. 광주지방검찰청 강력부 검사
- 1992.8. 서울지방검찰청 강력부 검사
- 1994.10. 국가안전기획부 국제범죄수사지도관
- 1995.9. 법무부 특수법령과 검사
- 1995. 우신합동법률사무소 대표변호사
- 1996.2.~1997.11. 신한국당 서울특별시 지부 송파구 갑 지구당위원장
- 1996년 4월 11일: 대한민국 제15대 국회의원 선거 당선(서울 송파구 갑, 신한국당, 초선)
- 1996.5.~1999.2. 제15대 국회의원(서울 송파구 갑, 신한국당→한나라당, 초선)
  - 1996.6.~1998.5. 제15대 국회 전반기 환경노동위원회 위원
  - 1997.2.~1998.5. 제15대 국회 한보조사특별위원회 위원
  - 1997.9.~1998.5. 제15대 국회 전반기 예산결산특별위원회 위원
  - 1997.10.~1998.5. 제15대 국회 전반기 법제사법위원회 위원
  - 1998.8.~1999.2. 제15대 국회 후반기 국회운영위원회 위원
  - 1998.8.~1999.2. 제15대 국회 후반기 윤리위원회 위원
  - 1998.10.~1999.2. 제15대 국회 후반기 정보위원회 위원
  - 1998.10.~1999.2. 제15대 국회 후반기 법제사법위원회 위원
  - 1998.12.~1999.2. 제15대 국회 후반기 정치구조개혁특별위원회 위원
- 1996.9. 환경운동연합 국정정책위원회 위원
- 1997.11.~1999.2. 한나라당 서울특별시 지부 송파구 갑 지구당위원장
- 1998.8.~1999.2. 한나라당 원내부총무
- 1999.1. 워싱턴인터내셔널센터 객원연구원
- 2001.8. 한나라당 이회창 총재 법률담당 특별보좌관
- 2001년 10월 25일: 2001년 하반기 재보궐선거 당선(서울 동대문구 을, 한나라당, 초선)
- 2001.10.~2004.5. 제16대 국회의원(서울 동대문구 을, 한나라당, 초선)
  - 2001.10.~2002.6. 제16대 국회 전반기 국회운영위원회 위원
  - 2002.7.~2004.5. 제16대 국회 후반기 재정경제위원회 위원
  - 2002.7.~2004.5. 제16대 국회 후반기 정보위원회 위원
  - 2002.7.~2004.5. 제16대 국회 후반기 법제사법위원회 위원
  - 2002.8. 제16대 국회 후반기 장대환 국무총리 지명자 인사청문특별위원회 위원
- 2001.11.~2002.6. 한나라당 원내부총무
- 2002.9. 제16대 대통령 선거 한나라당 이회창 대통령 후보 중앙선거대책위원회 정책본부 본부장
- 2002.~2004. 한나라당 서울특별시 지부 동대문구 을 지구당위원장
- 2003.10.~2003.11. 한나라당 비상대책위원회 전략기획위원장
- 2003.10.~2003.11. 2003년 하반기 재보궐선거 한나라당 공천심사위원
- 2004년 4월 15일: 대한민국 제17대 국회의원 선거 당선(서울 동대문구 을, 한나라당, 3선)
- 2004.5~2008.5. 제17대 국회의원(서울 동대문구 을 한나라당, 3선)
  - 2004. 6.~2006.5. 제17대 전반기 국회 통일외교통상위원회 위원
  - 2006. 제17대 국회 대한민국·말레이시아 의원친선협회 회장
  - 2006.6.~2008.5. 제17대 국회 후반기 환경노동위원회 위원장
- 2004.~2012. 한나라당 서울특별시당 동대문구 을 당원협의회 위원장
- 2005.2. 한나라당 혁신위원회 위원장
- 2006.3.~2006.5 제4회 전국동시지방선거 한나라당 서울특별시의회 비례대표 공천심사위원회 위원장
- 2006.4. 제4회 전국동시지방선거 한나라당 서울특별시장 예비 후보(경선 3위)
- 2007. 한나라당 클린정치위원회 위원장
- 2007.6.~2007.10. 제17대 대통령 선거 한나라당 경선 후보(최종 4위)
- 2007. 한나라당 권력형 비리조사특별위원회 위원장
- 2008년 4월 9일: 대한민국 제18대 국회의원 선거 당선(서울 동대문구 을, 한나라당, 4선)
- 2008.5.~2012.5. 제18대 국회의원(서울 동대문구 을, 한나라당→새누리당, 4선)
  - 2008.6.~2009.5. 제18대 국회 전반기 국회운영위원회 위원장
  - 2008.6.~2010.5. 제18대 국회 전반기 정보위원회 위원
  - 2008.6.~2010.5. 제18대 국회 전반기 국방위원회 위원
  - 2008. 제18대 국회 대한민국·호주 의원친선협회 회장
  - 2010.6.~2012.5. 제18대 국회 후반기 정무위원회 위원
- 2008.5.~2009.5. 제15대 한나라당 원내대표
- 2008. 국회 기후변화·에너지대책 연구회 대표의원
- 2008.6. 제24대 대한태권도협회 회장
- 2010.7.~2011.4. 한나라당 수석최고위원
- 2010.8. 한나라당 서민정책특별위원회 위원장
- 2011.7.~2011.10. 제10대 한나라당 대표최고위원
- 2011.7.~2011.10. 제14대 여의도연구소 이사장
- 2011.12.~2012.2. 한나라당 상임고문
- 2012.2.~2012.5. 새누리당 서울특별시당 동대문구 을 당원협의회 위원장
- 2012.2.~2012.5. 새누리당 상임고문
- 2012년 12월 19일: 2012년 하반기 재보궐선거 당선(민선 5기, 경상남도지사, 새누리당, 초선)
- 2012.12.~2014.6. 제35대 경상남도지사(민선 5기, 새누리당, 초선)
- 2012.12.~2017.4. 경남 FC 구단주
- 2014년 6월 4일: 제6회 전국동시지방선거 당선(민선 6기, 경상남도지사, 새누리당, 재선)
- 2014.7.~2017.4. 제36대 경상남도지사(민선 6기, 새누리당→자유한국당, 재선)
- 2017.3. 제19대 대통령 선거 자유한국당 경선 후보(최종 1위)
- 2017.3.~2017.5. 제19대 대통령 선거 자유한국당 후보
- 2017.7.~2018.6. 초대 자유한국당 대표
- 2017.7.~2018.6. 제21대 여의도연구원 이사장
- 2018.1~2018.6. 자유한국당 대구광역시 북구 을 당원협의회 위원장
- 2020.2. 제21대 국회의원 선거 미래통합당 경남 밀양시·의령군·함안군·창녕군 국회의원 예비후보
- 2020.2. 제21대 국회의원 선거 미래통합당 경남 양산시 을 국회의원 예비후보
- 2020년 4월 15일: 대한민국 제21대 국회의원 선거(대구 수성구 을, 무소속, 5선)
- 2020.5.~2022.4. 제21대 국회의원(대구 수성구 을, 무소속→국민의힘, 5선)
  - 2020.7.~2022.4. 제21대 국회 전반기 예산결산특별위원회 위원
  - 2020.7.~2022.4. 제21대 국회 전반기 국방위원회 위원
  - 2021.5.~2022.4. 제21대 국회 전반기 산업통상자원중소벤처기업위원회 위원
  - 2022.3.~2022.4. 제21대 국회 전반기 과학기술정보방송통신위원회 위원
- 2020.12. 폭정종식 민주쟁취 비상시국연대 공동대표
- 2021.8.~2021.11 제20대 대통령 선거 국민의힘 경선후보(최종 2위)
- 2021.10.~2022.4. 국민의힘 대구광역시당 수성구 을 당원협의회 위원장
- 2021.12. 제20대 대통령 선거 국민의힘 살리는 선거대책위원회 대구광역시 선거대책위원회 상임고문
- 2022.1.~2022.3. 제20대 대통령 선거 국민의힘 윤석열 대통령 후보 선거대책본부 대구광역시 선거대책위원회 상임고문
- 2022.1.~2022.3. 제20대 대통령 선거 국민의힘 윤석열 대통령 후보 선거대책본부 상임고문
- 2022년 6월 1일: 제8회 전국동시지방선거 당선(민선 8기, 대구광역시장, 국민의힘, 초선)
- 2022.7.~2025.4. 제35대 대구광역시장(민선 8기, 국민의힘, 초선)
- 2022.7.~2025.4. 대구 FC 구단주
- 2022.7.~2025.4. 대구테크노파크 이사장
- 2022.7.~2022.8. 대한민국시도지사협의회 임시회장
- 2022.8.~ 대구사회복지공동모금회 명예회장
- 사단법인 청년과 미래 고문위원
- 상생과 통일 포럼 고문
- 2022.10.~2023.4. 국민의힘 상임고문
- 2025.4. 제21대 대통령 선거 국민의힘 경선후보(2차 경선 탈락)
- 2025.4. 정계은퇴 선언 및 국민의힘 탈당

## 저서 및 논문

### 저서
- 《홍검사 당신 지금 실수하는거요》. 둥지. 1995년 12월 1일. ISBN 89-435-0010-6.
- 《이 시대는 그렇게 흘러가는가》. 문예당. 2000년 9월 29일. ISBN 89-85975-73-0.
- 《나 돌아가고 싶다》. 행복한집. 2005년 3월 15일. ISBN 89-86171-37-6.
- 《변방》. 형설라이프. 2009년 12월 4일. ISBN 978-89-92984-59-1.
- 《홍준표가 답하다》. 봄봄스토리. 2017년 3월31일. ISBN 979-11-95805-33-4.
- 《소신이 있으면 두려움이 없다》. 실크로드. 2017년 4월 10일. ISBN 978-89-94893-26-6.
- 《꿈꾸는 옵티미스트》.  봄봄스토리. 2018년 11월 30일. ISBN 979-11-89090-05-0.
- 《당랑의 꿈》.실크로드. 2019년 1월 3일. ISBN 978-89-94893-30-3.
- 《꿈꾸는 대한민국》. 봄봄스토리. 2020년 12월 30일. ISBN 979-11-89090-39-5.

### 논문
- 《조직폭력 수사상의 문제점》 (1993)

## 소속 정당
| 소속 정당 | 소속 정당  | 소속 기간 | 비고           |
| --------- | ---------- | --------- | -------------- |
|           | 신한국당   | 1996~1997 | 정계 입문      |
|           | 한나라당   | 1997~2012 | 합당           |
|           | 새누리당   | 2012~2017 | 당명 변경      |
|           | 자유한국당 | 2017~2020 | 당명 변경      |
|           | 미래통합당 | 2020      | 합당           |
|           | 무소속     | 2020~2021 | 탈당           |
|           | 국민의힘   | 2021~2025 | 복당           |
|           | 무소속     | 2025~현재 | 탈당 정계 은퇴 |

## 역대 선거 결과
|  | 43.28% |

|  | 50.56% |

|  | 42.69% |

|  | 56.83% |

|  | 44.54% |

|  | 62.91% |

|  | 58.85% |

|  | 24.03% |

|  | 38.51% |

|  | 78.75% |

## 같이 보기
- 대한민국 제17대 대통령 선거
- 대한민국 제19대 대통령 선거
- 대한민국 제20대 대통령 선거
- 대한민국 제21대 대통령 선거
- 이명박 정부
- 자유한국당
- 우익 포퓰리즘
- 경상남도지사
- 대구광역시장
- 송파구 갑
- 동대문구 을
- 수성구 을
- 서울 송파구의 국회의원
- 서울 동대문구의 국회의원
- 대구 수성구의 국회의원